# Lasiopetalum discolor
Lasiopetalum discolor är en malvaväxtart som beskrevs av William Jackson Hooker. Lasiopetalum discolor ingår i släktet Lasiopetalum och familjen malvaväxter. Inga underarter finns listade i Catalogue of Life.